# Videogiochi per iPod
Un videogioco per iPod è un videogioco sviluppato per essere eseguito sul lettore musicale iPod della Apple, nel caso dei modelli dotati di schermo.
Venne prodotto un numero relativamente piccolo di titoli per le linee classiche di iPod, controllati tramite ghiera. 
I videogiochi per iPod touch, non elencati in questa pagina, sono gli stessi disponibili per gli iPhone della loro generazione e sono ottenibili tramite App Store.

## Storia
Il primo iPod era dotato del videogioco Brick (originariamente sviluppato dal cofondatore di Apple Steve Wozniak), un clone di Breakout che venne incluso come easter egg nel firmware del lettore musicale.
Le versioni successive del lettore musicale inclusero altri tre giochi:
- Brick, semplice clone di Breakout;
- Parachute, sparatutto ispirato al classico Sabotage;
- Solitarie, il solitario di carte Klondike;
- Music Quiz, quiz a risposta multipla dove bisogna capire il titolo della canzone suonata.

Il 12 settembre 2006 iTunes Store aggiunse la possibilità di acquistare nove giochi addizionali per gli iPod di quinta generazione dotati di firmware 1.2. Questi erano: Bejeweled, Cubis 2, Mahjong, Mini Golf, Pac-Man, Tetris, Texas Hold 'Em, Vortex e Zuma. Questi giochi erano disponibili negli Stati Uniti al prezzo di 4,99 dollari statunitensi.
Il 19 dicembre 2006 vennero aggiunti i giochi Royal Solitaire e Sudoku sviluppati da EA Mobile.
Il 27 febbraio 2007 venne messo in commercio Ms. Pac-Man mentre il 24 aprile venne presentato iQuiz, questo portò il numero di giochi disponibili a tredici.
I giochi vennero resi disponibili in un solo pacchetto a prezzo pieno.
Il 22 maggio 2007 Apple presentò Lost: The Video Game, un gioco basato sulla serie televisiva Lost, sviluppato da Gameloft Gamestudios. Il 22 giugno 2007 venne presentato SAT Prep 2008 di Kaplan, un gioco educativo che permetteva di allenarsi nella lettura, scrittura e nella matematica.
Nel dicembre 2007 venne presentato Sonic the Hedgehog, il famoso gioco della SEGA.
I giochi vengono messi in commercio in un formato proprietario che non è altro che un archivio zip mascherato.
Questo archivio se decompresso rileva l'eseguibile del gioco con la grafica e la musica separati.
Apple non ha mai pubblicato un SDK pubblico per iPod.

## Titoli disponibili
| Titolo                                 | Modello                              | Editore             | Data uscita       |
| -------------------------------------- | ------------------------------------ | ------------------- | ----------------- |
| Texas Hold'em                          | iPod nano 3G-5G, iPod classic 5G, 6G | Apple Inc.          | 12 settembre 2006 |
| Zuma                                   | iPod nano 3G-5G, iPod classic 5G, 6G | astraware           | 12 settembre 2006 |
| Pac-Man                                | iPod nano 3G-5G, iPod classic 5G, 6G | Namco               | 12 settembre 2006 |
| Tetris                                 | iPod nano 3G-5G, iPod classic 5G, 6G | Electronic Arts     | 12 settembre 2006 |
| Mini Golf                              | iPod nano 3G-5G, iPod classic 5G, 6G | Electronic Arts     | 12 settembre 2006 |
| Cubis 2                                | iPod nano 3G-5G, iPod classic 5G, 6G | Fresh Games         | 12 settembre 2006 |
| Sudoku                                 | iPod nano 3G-5G, iPod classic 5G, 6G | Electronic Arts     | 12 settembre 2006 |
| Ms. Pac-Man                            | iPod nano 3G-5G, iPod classic 5G, 6G | Namco               | 27 febbraio 2007  |
| SAT Prep 2008 (Math)                   | iPod nano 3G-5G, iPod classic 5G, 6G | Kaplan              | 22 giugno 2007    |
| SAT Prep 2008 (Writing)                | iPod nano 3G-5G, iPod classic 5G, 6G | Kaplan              | 22 giugno 2007    |
| SAT Prep 2008 (Reading)                | iPod nano 3G-5G, iPod classic 5G, 6G | Kaplan              | 22 giugno 2007    |
| The Sims Bowling                       | iPod nano 3G-5G, iPod classic 5G, 6G | Electronic Arts     | 17 giugno 2007    |
| The Sims Pool                          | iPod nano 3G-5G, iPod classic 5G, 6G | Electronic Arts     | 31 luglio 2007    |
| Brain Challenge                        | iPod nano 3G-5G, iPod classic 5G, 6G | Gameloft/Apple Inc. | 5 settembre 2007  |
| Phase                                  | iPod nano 3G-5G, iPod classic 5G, 6G | Harmonix            | 6 novembre 2007   |
| Sonic the Hedgehog                     | iPod nano 3G-5G, iPod classic 5G, 6G | SEGA                | 18 dicembre 2007  |
| Peggle                                 | iPod nano 3G-5G, iPod classic 5G, 6G | PopCap Games        | 18 dicembre 2007  |
| Bomberman                              | iPod nano 3G-5G, iPod classic 5G, 6G | Hudson Soft         | 18 dicembre 2007  |
| Block Breaker Deluxe                   | iPod nano 3G-5G, iPod classic 5G, 6G | Gameloft/Apple Inc. | 15 gennaio 2008   |
| Pole Position Remix                    | iPod nano 3G-5G, iPod classic 5G, 6G | Namco Bandai        | 21 gennaio 2008   |
| Naval Battle                           | iPod nano 3G-5G, iPod classic 5G, 6G | Gameloft            | 4 febbraio 2008   |
| Chess & Backgammon                     | iPod nano 3G-5G, iPod classic 5G, 6G | Gameloft            | 4 febbraio 2008   |
| Yahtzee                                | iPod nano 3G-5G, iPod classic 5G, 6G | Hasbro              | 11 febbraio 2008  |
| Pirates of the Caribbean: Aegir's Fire | iPod nano 3G-5G, iPod classic 5G, 6G | Disney              | 20 febbraio 2008  |
| Bubble Bash                            | iPod nano 3G-5G, iPod classic 5G, 6G | Gameloft            | 25 febbraio 2008  |
| Scrabble                               | iPod nano 3G-5G, iPod classic 5G, 6G | Hasbro              | 3 marzo 2008      |
| Bejeweled                              | iPod nano 3G-5G, iPod classic 5G, 6G | PopCap Games        | 15 aprile 2008    |
| Mahjong                                | iPod nano 3G-5G, iPod classic 5G, 6G | Electronic Arts     | 22 aprile 2008    |
| Monopoly                               | iPod nano 3G-5G, iPod classic 5G, 6G | Hasbro              | 3 giugno 2008     |
| The Sims DJ                            | iPod nano 3G-5G, iPod classic 5G, 6G | Electronic Arts     | 9 giugno 2008     |
| Song Summoner: The Unsung Heroes       | iPod nano 3G-5G, iPod classic 5G, 6G | Square Enix         | 8 luglio 2008     |
| UNO                                    | iPod nano 3G-5G, iPod classic 5G, 6G | Gameloft S.A.       | luglio 2008       |
| Mystery Mansion Pinball                | iPod nano 3G-5G, iPod classic 5G, 6G | Gameloft S.A.       | agosto 2008       |
| Chalkboard Sports Baseball             | iPod nano 3G-5G, iPod classic 5G, 6G | D2C                 | agosto 2008       |
| Spore                                  | iPod nano 3G-5G, iPod classic 5G, 6G | EA Games            | 26 agosto 2008    |

| Versione iPod                                              | Titolo                                   | Editore    |
| ---------------------------------------------------------- | ---------------------------------------- | ---------- |
| iPod nano 4G-6G                                            | Vortex, Klondike e Maze                  | Apple Inc. |
| iPod classic 6G                                            | Vortex, iQuiz e Klondike                 | Apple Inc. |
| iPod nano 3G                                               | Vortex, iQuiz e Klondike                 | Apple Inc. |
| iPod video 5G e 5.5G, iPod nano 1G e 2G, iPod mini 1G e 2G | Music Quiz, Brick, Solitaire e Parachute | Apple Inc. |

## Critiche
Il modello di vendita è stato criticato per via del cambio sfavorevole per gli acquirenti non statunitensi.
Gli sviluppatori invece hanno criticato il modello chiuso di sviluppo dell'iPod; Apple non rende disponibile un SDK pubblico, le ditte che sviluppano per iPod devono essere contattate e approvate da Apple.
I modelli più recenti di iPod non sono in grado di eseguire alcuni dei giochi per i precedenti modelli.

## Giochi non ufficiali
Molti iPod possono essere modificati per eseguire della specifiche versioni di Linux come iPodLinux e Rockbox.
Questi sistemi operativi permettono di eseguire alcuni giochi sviluppati nativamente e giochi per altre piattaforme tramite emulatore.